# Kujcsou
Kujcsou kiejtéseⓘ (kínai: 贵州, pinjin: Guìzhōu, magyar átírás: Kujcsou) a Kinai Népköztársaság délnyugati részén fekvő tartománya. Tartományi székhelye és legnagyobb városa Kujjang .

## Történelem
A tartomány lakosságának ma is csak kétharmada kínai, a kínaiak zöme újkori betelepülő. Történelme során hosszú időn keresztül az volt a helyzet, hogy a különböző kínai dinasztiák helyőrségeket állomásoztattak a tartomány területén, de nem vállalkoztak közvetlen kormányzására. A kormányzás a különböző törzsfőnökök kezén maradt. Hivatalosan 1413-ban szervezték kínai tartománnyá, de ettől még nem változott meg a kormányzás módja. A törzsfőnökök hatalmát a mandzsu dinasztia idején számolták fel. Emiatt viszont ismétlődő és hosszan elhúzódó felkelések törtek ki a tartományban. A földművelés kínai módját ebben az időben – tehát csak a 18-19. században – honosították meg.
A kínai polgárháború idején a tartomány területén fekvő Cunji városban tartották azt a konferenciát, ahol a Kínai Kommunista Párt vezetőjének Mao Ce-tungot választották meg.
Az ötvenes-hatvanas években rohamléptekkel fejlesztették a tartomány nehéziparát. Tették ezt azért, mert földrajzi helyzete miatt védett volt egy esetleges amerikai vagy szovjet támadással szemben. Az 1978-ban kezdődött gazdasági fordulat után viszont elszigeteltsége hátránnyá változott, manapság Kína legszegényebb tartománya a gyors fejlődés ellenére.

## Közigazgatás
Kujcsou tartomány 4 prefektúraszintű városra, 2 prefektúrára és 3 autonóm prefektúrára van felosztva:
- Kujjang város (egyszerűsített kínai: 贵阳市; pinjin: Guìyáng Shì)
- Liupansuj város (六盘水市 Liùpánshuǐ Shì)
- Cunji város (遵义市 Zūnyì Shì)
- Ansun város (安顺市 Ānshùn Shì)
- Pidzsie prefektúra (毕节地区 Bìjié Dìqū)
- Tungzsen prefektúra (铜仁地区 Tóngrén Dìqū)
- Csientungnan miao és tung autonóm prefektúra (黔东南苗族侗族自治州 Qiándōngnán Miáozú Dòngzú Zìzhìzhōu)
- Csiennan puji és miao autonóm prefektúra (黔南布依族苗族自治州 Qiánnán Bùyīzú Miáozú Zìzhìzhōu)
- Csienhszinan puji és miao autonóm prefektúra (黔西南布依族苗族自治州 Qiánxīnán Bùyīzú Miáozú Zìzhìzhōu)

## Népesség
| Lakosok száma | 35 247 695 | 35 800 000 | 38 562 148 |
|               | 2000       | 2018       | 2020       |